# Chicago Fire U-23
Chicago Fire U-23 war eine US-amerikanische Fußballmannschaft aus Bridgeview, Illinois. Von 2001 bis 2016 spielte die Mannschaft in der USL Premier Development League, die die vierte Liga im US-amerikanischen Ligensystem stellte. Sie spielten überwiegend in der Great Lakes Division der Central Conference.
Seit 2011 wurden die Heimspiele im Toyota Park ausgetragen.
Bis 2005 nannte sich der Klub Chicago Fire Reserves. Oft wurde die Mannschaft auch offiziell Chicago Fire PDL genannt.

## Geschichte
Die Chicago Fire Reserves spielten 2001 zum ersten Mal in die Premier Development League. Der Major League Soccer Klub Chicago Fire etablierte die Mannschaft in der Liga, um jungen Spieler aus der Metropolregion Chicago die Chance zu einer besseren Entwicklung zu geben. Unter dieser professionellen Aufsicht wurde die Mannschaft schnell zu einer der erfolgreichsten in der PDL.
In den ersten sieben Jahren konnte die Reserves immer den jeweiligen Division-Titel der Regular Season für sich entscheiden. 2003 und 2009 schaffte es das Team sogar bis ins nationale Finale.
In der Saison 2010 schaffte Premier, zum ersten Mal seit neun Jahren, nicht den Einzug in die Play-offs.
Seit 2006 nannte sich das Team Chicago Fire Premier.

## Bekannte ehemalige Spieler
- Ricardo Clark
- Jay DeMerit
- Gavin Glinton
- Brad Guzan
- John Michael Hayden
- Vedad Ibišević
- Eric Lichaj
- Tim Ream
- Jonathan Spector
- Siniša Ubiparipović

## Saisonstatistik
| Jahr | Liga    | Regular Season        | Playoffs              | Open Cup           |
| ---- | ------- | --------------------- | --------------------- | ------------------ |
| 2001 | USL PDL | 1. Platz, Great Lakes | Conference-Finale     | Nicht qualifiziert |
| 2002 | USL PDL | 1. Platz, Great Lakes | Conference-Halbfinale | Nicht qualifiziert |
| 2003 | USL PDL | 1. Platz, Heartland   | Finale                | Nicht qualifiziert |
| 2004 | USL PDL | 1. Platz, Heartland   | Conference-Finale     | 3. Runde           |
| 2005 | USL PDL | 1. Platz, Great Lakes | Conference-Halbfinale | 2. Runde           |
| 2006 | USL PDL | 1. Platz, Great Lakes | Conference-Finale     | Nicht qualifiziert |
| 2007 | USL PDL | 2. Platz, Great Lakes | Conference-Finale     | Nicht qualifiziert |
| 2008 | USL PDL | 1. Platz, Midwest     | Divisional Round      | Nicht qualifiziert |
| 2009 | USL PDL | 2. Platz, Great Lakes | Finale                | 2. Runde           |
| 2010 | USL PDL | 4. Platz, Great Lakes | Nicht qualifiziert    | Nicht qualifiziert |
| 2011 | USL PDL | 2. Platz, Great Lakes | Conference Halbfinale | 1. Runde           |
| 2012 | USL PDL | 5. Platz, Great Lakes | Nicht qualifiziert    | Nicht qualifiziert |
| 2013 | USL PDL | 3. Platz, Great Lakes | Divisional Playoffs   | Nicht qualifiziert |
| 2014 | USL PDL | 3. Platz, Great Lakes | Nicht qualifiziert    | Nicht qualifiziert |
| 2015 | USL PDL | 3. Platz, Great Lakes | Nicht qualifiziert    | Nicht qualifiziert |
| 2016 | USL PDL | 3. Platz, Heartland   | Nicht qualifiziert    | Nicht qualifiziert |